# University of Benin (Nigeria)
Die University of Benin (kurz UNIBEN) in Benin City, Nigeria ist eine der größten Universitäten Nigerias.
Sie wurde 1970 als Institute of Technology (Institut für Technologie) gegründet. Im Juli 1971 wurde sie dann von der nationalen Kommission für Universitäten in Nigeria als Universität anerkannt. Nach Erweiterung um einige Fakultäten nannte sich die Hochschule ab April 1972 University of Benin. Seit dem 1. April 1975 ist sie eine Universität des Bundeslandes Edo, die meisten Institute sind heute in Ugbowo gelegen.

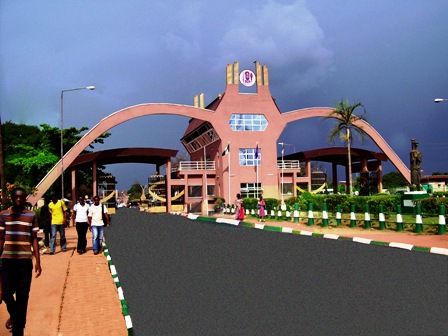
UNIBEN Haupteingang
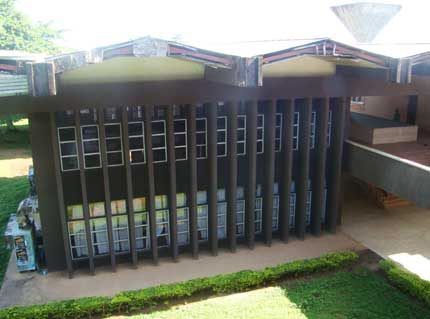
Engineering-Fakultät
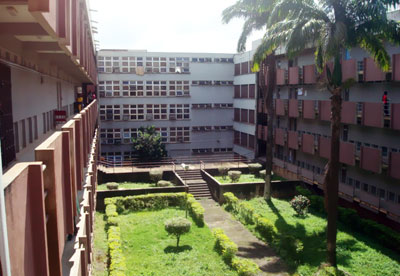
Management-Fakultät

## Fakultäten
Zwischen 1991 und 1994 experimentierte die Benin University mit einem Collegesystem. Ab 1994 ist die Organisation mehrheitlich durch Fakultäten geregelt. Ausnahmen bilden Colleges für Medizin, Dentalmedizin und Kindermedizin.
- Landwirtschaft
- Künste
- Sozialwissenschaften
- Betriebswirtschaft
- Ingenieurwissenschaften
- Pharmazie
- Erziehungswissenschaften
- Biowissenschaften
- Physik
- Rechtswissenschaften